# فارفاله
فَرْفَلَّة (بالإيطالية: Farfalle) أو الفَرَاشِيَّة هي نوع من المعكرونة الإيطالية المعروفة بمعكرونة أربة الفراشة. اسمها مشتق من الكلمة الإيطالية (farfalla) والتي تعني فراشة. أما استخدام حرف الهاء (حرف e) في نهاية الكلمة فهي تستخدم في جمع المؤنث بالإيطالية، مما يجعل معنى الكلمة بشكل حرفي هو «فراشات». تعرف المعكرونة هذه باسم ستريكيتي (strichetti) في مدينة مودينا الإيطالية. الحجم الأكبر من فرفلة يسمى فرفلوني (farfalloni)، في حين يسمى الحجم الصغير فرفلينة (farfalline).